# Platytomus nagporensis
Platytomus nagporensis är en skalbaggsart som beskrevs av Riccardo Pittino och Mario Mariani 1986. Platytomus nagporensis ingår i släktet Platytomus och familjen Aphodiidae. Inga underarter finns listade i Catalogue of Life.